# Oborniki (công xã)
Gmina Oborniki là một Gmina đô thị-nông thôn (công xã) ở Oborniki, Voivodeship Greater Ba Lan, ở phía tây trung tâm Ba Lan. Khu vực hành chính của nó là thị trấn Oborniki, nằm cách khoảng 29 kilômét (18 mi) về phía bắc thủ đô Poznań.
Gmina có diện tích 340,16 kilômét vuông (131,3 dặm vuông Anh), và tính đến năm 2006, tổng dân số của nó là 31.541 (trong đó dân số Oborniki lên tới 17.850, và dân số của vùng nông thôn của Gmina là 13.691).

## Làng
Ngoài thị trấn Oborniki, Gmina Oborniki chứa các làng và các khu định cư của Antonin, Bąblin, Bąblinek, Bąbliniec, Bębnikąt, Bogdanowo, Chrustowo, Dąbrówka Lesna, Gołaszyn, Gołębowo, Gorka, Kiszewko, Kiszewo, Kowalewko, Kowanówko, Kowanowo, Łukowo, Lulin, Maniewo, Marszewiec, Nieczajna, Niemieczkowo, Nowe Osowo, Nowołoskoniec, Objezierze, Ocieszyn, Pacholewo, Podlesie, Popówko, Popowo, Przeciwnica, Rożnowo, Sławienko, Ślepuchowo, Słonawy, Stobnica, Świerkówki, Sycyn, Urbanie, Uścikowiec, Uścikowo, Wargowo, Wychowaniec, Wymysłowo, Wypalanki, Żerniki và Żukowo.

## Gmina lân cận
Gmina Oborniki giáp với các Gmina của Murowana Goślina, Obrzycko, Połajewo, Rogoźno, Rokietnica, Ryczywół, suchy Las và Szamotuły.